# Kemija u 1883.
◄◄ | ◄ | 1880. | 1881. | 1882. | 1883.  | 1884. | 1885. | 1886. | ► | ►►
Arhitektura • Astronomija • Biologija • Film • Fotografija • Glazba • Kazalište • Kemija • Kiparstvo • Knjige • Književnost • Kršćanstvo • Meteorologija • Medicina • Planinarstvo • Politika • Pravo • Promet • Slikarstvo • Šport • Znanost • Željeznički promet
Kemija u 1883.

## Hrvatska i u Hrvata

### Rođenja
- 19. studenoga: Fran Bubanović, hrvatski kemičar i biokemičar († 1956.)

## Vanjske poveznice
|  | Zajednički poslužitelj ima još gradiva o temi Kemija u 1883. |